# Romario Matova
Romario Matova (Harare, 10 luglio 1999) è un calciatore zimbabwese, difensore del Varteks e della nazionale zimbabwese.

## Caratteristiche tecniche
È un terzino sinistro.

## Carriera

### Club
Nato ad Harare, nel 2018 approda in Turchia fra le file dello Yeni Malatyaspor che lo utilizza nella propria formazione Under-21. Dopo essere rimasto svincolato nell'estate del 2019, il 10 febbraio 2020 si trasferisce al Solin dove fa il suo esordio fra i professionisti giocando l'incontro di 2. HNL vinto 3-1 contro il Sesvete. Il 10 agosto 2021, venne ceduto al GOŠK Gabela. Il 18 agosto 2022, venne acquistato dal Bednja.

### Nazionale
Il 28 marzo 2021 debutta in nazionale zimbabwese giocando l'incontro di qualificazione per la Coppa d'Africa 2021 perso 0-2 contro la Zambia.

## Statistiche
Statistiche aggiornate al 26 giugno 2022.

### Presenze e reti nei club
| Stagione        | Squadra         | Campionato      | Campionato | Campionato | Coppe nazionali | Coppe nazionali | Coppe nazionali | Coppe continentali | Coppe continentali | Coppe continentali | Altre coppe | Altre coppe | Altre coppe | Totale | Totale | Totale |
| Stagione        | Squadra         | Comp            | Pres       | Reti       | Comp            | Pres            | Reti            | Comp               | Pres               | Reti               | Comp        | Pres        | Reti        | Pres   | Reti   |        |
| --------------- | --------------- | --------------- | ---------- | ---------- | --------------- | --------------- | --------------- | ------------------ | ------------------ | ------------------ | ----------- | ----------- | ----------- | ------ | ------ | ------ |
| feb.-giu. 2020  | Solin           | 2.HNL           | 3          | 1          | CC              | 0               | 0               |                    | -                  | -                  |             | -           | -           | 3      | 1      |        |
| 2020-2021       | Solin           | 2.HNL           | 17         | 0          | CC              | 0               | 0               |                    | -                  | -                  |             | -           | -           | 17     | 0      |        |
| Totale Solin    | Totale Solin    | Totale Solin    | 20         | 1          |                 | 0               | 0               |                    | -                  | -                  |             | -           | -           | 20     | 1      |        |
| 2021-2022       | GOŠK Gabela     | PL              | 18         | 1          | CB              | 1               | 0               |                    | -                  | -                  |             | -           | -           | 19     | 1      |        |
| Totale carriera | Totale carriera | Totale carriera | 38         | 2          |                 | 1               | 0               |                    | -                  | -                  |             | -           | -           | 39     | 2      |        |

### Cronologia presenze e reti in nazionale
| Cronologia completa delle presenze e delle reti in nazionale ― Zimbabwe | Cronologia completa delle presenze e delle reti in nazionale ― Zimbabwe | Cronologia completa delle presenze e delle reti in nazionale ― Zimbabwe | Cronologia completa delle presenze e delle reti in nazionale ― Zimbabwe | Cronologia completa delle presenze e delle reti in nazionale ― Zimbabwe | Cronologia completa delle presenze e delle reti in nazionale ― Zimbabwe | Cronologia completa delle presenze e delle reti in nazionale ― Zimbabwe | Cronologia completa delle presenze e delle reti in nazionale ― Zimbabwe |
| Data                                                                    | Città                                                                   | In casa                                                                 | Risultato                                                               | Ospiti                                                                  | Competizione                                                            | Reti                                                                    | Note                                                                    |
| ----------------------------------------------------------------------- | ----------------------------------------------------------------------- | ----------------------------------------------------------------------- | ----------------------------------------------------------------------- | ----------------------------------------------------------------------- | ----------------------------------------------------------------------- | ----------------------------------------------------------------------- | ----------------------------------------------------------------------- |
| 29-3-2021                                                               | Harare                                                                  | Zimbabwe                                                                | 0 – 2                                                                   | Zambia                                                                  | Qual. Coppa d'Africa 2021                                               | -                                                                       | 55’                                                                     |
| Totale                                                                  |                                                                         | Presenze                                                                | 1                                                                       |                                                                         | Reti                                                                    | 0                                                                       |                                                                         |